# Mézières-sur-Issoire
Mézières-sur-Issoire foi uma comuna francesa na região administrativa da Nova Aquitânia, no departamento de Alto Vienne. Estendia-se por uma área de 44,16 km². Em 2010 a comuna tinha 1 050 habitantes (densidade: 23,8 hab./km²).
Em 1 de janeiro de 2016, passou a fazer parte da nova comuna de Val-d'Issoire.